# Стшелево (Куявсько-Поморське воєводство)
Стшелево (пол. Strzelewo) — село в Польщі, у гміні Сіценко Бидґозького повіту Куявсько-Поморського воєводства.
Населення — 600 осіб (2011).
У 1975-1998 роках село належало до Бидгощського воєводства.

## Демографія
Демографічна структура станом на 31 березня 2011 року:
|          | Загалом | Допрацездатний вік | Працездатний вік | Постпрацездатний вік |
| -------- | ------- | ------------------ | ---------------- | -------------------- |
| Чоловіки | 302     | 62                 | 218              | 22                   |
| Жінки    | 298     | 64                 | 179              | 55                   |
| Разом    | 600     | 126                | 397              | 77                   |